# Sveta Afra
Sveta Afra († Augsburg, oko 304.) - kršćanska je svetica i mučenica za vrijeme Dioklecijanova progona kršćana. Rođena je u Augsburgu u 3. stoljeću.
Jedna je od prvih ranokršćanskih mučenica u zapadnoj Europi. Njezina se grobnica nalazi u kripti augsburške crkve svetih Ulrika i Afre.
U kasnom 3. stoljeću, njezina je poganska obitelj otputovala s Cipra u Augsburg. Afra je bila posvećena službi božice Venere od strane svoje majke Hilarije. Prvobitno je bila prostitutka u Augsburgu, nakon što je tamo došla s Cipra, možda čak i kao kći ciparskog kralja. Smatra se da je vodila bordel u tom gradu ili da je radila kao hramska prostitutka u Venerinom hramu. Kako je počeo progon kršćana za vrijeme vladavine rimskog cara Dioklecijana, biskup Narcis iz Girone (u Španjolskoj) potražio je utočište u Augsburgu i smjestio se kod Afre i njezine majke Hilarije. Svojim je učenjem biskup Narcis preobratio Afru i njezinu obitelj na kršćanstvo.
Afra, koja je postala kršćanka, odbila je sudjelovati u poganskim obredima i zbog svoje čvrste predanosti vjeri, živa je spaljena 7. kolovoza 304. godine na jednom od otočića rijeke Leh.
Prva crkva na grobu svete Afre sagrađena je 582. godine. Sredinom stoljeća, legenda o Afri već je bila dobro poznata, a njezina je grobnica u Augsburgu bila popularno mjesto hodočašća kršćana zapadne Europe.
Sveta Afra slavi se 7. kolovoza.